# John Loughborough Pearson

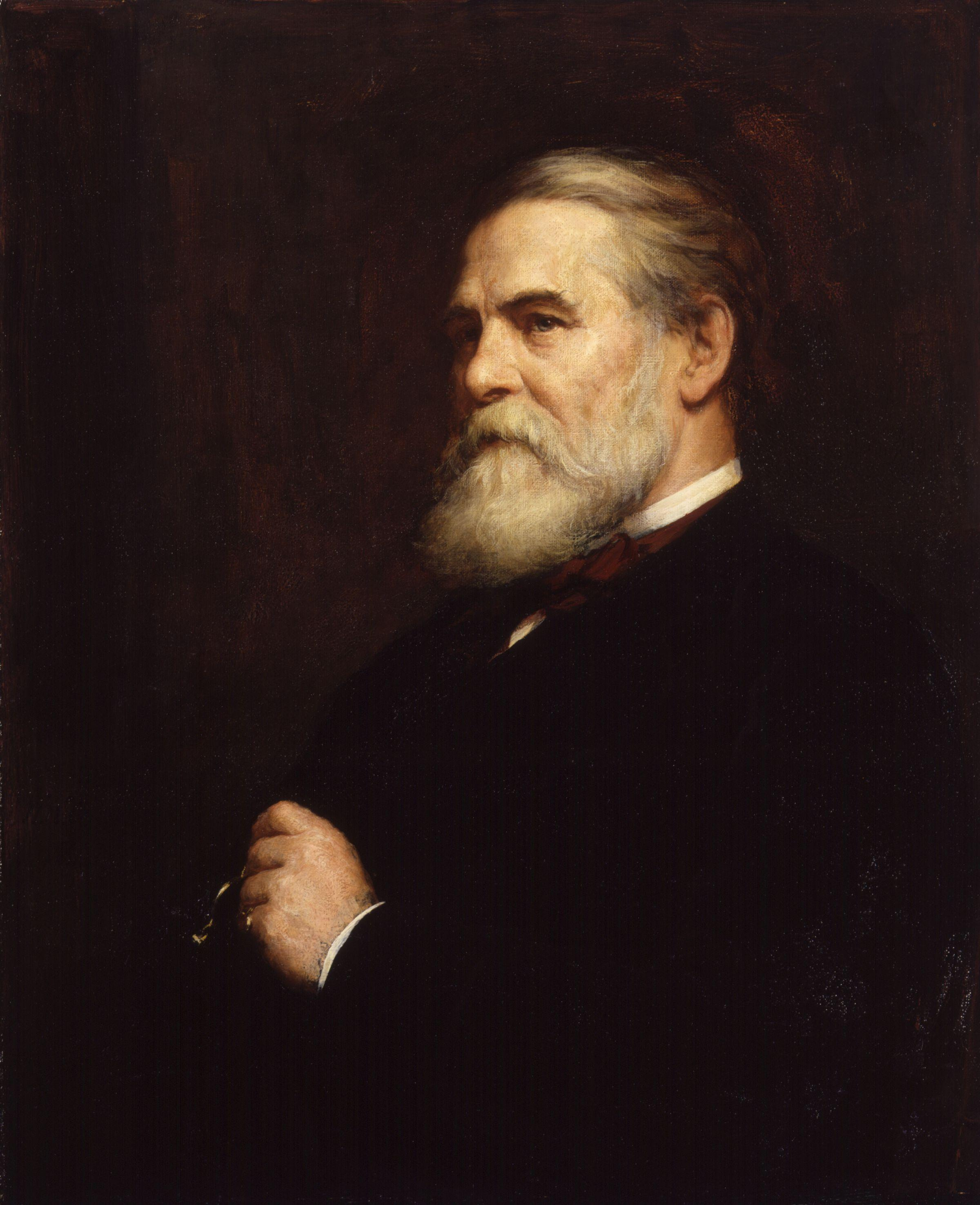
John Loughborough Pearson (um 1880)

John Loughborough Pearson (* 5. Juli 1817 in Brüssel; † 11. Dezember 1897 in London) war ein englischer Architekt. Neben Augustus Pugin († 1852), Charles Barry († 1860) und George Gilbert Scott († 1878) war er einer der Protagonisten der Wiederbelebung gotischer Architekturformen (Gothic Revival).

## Leben

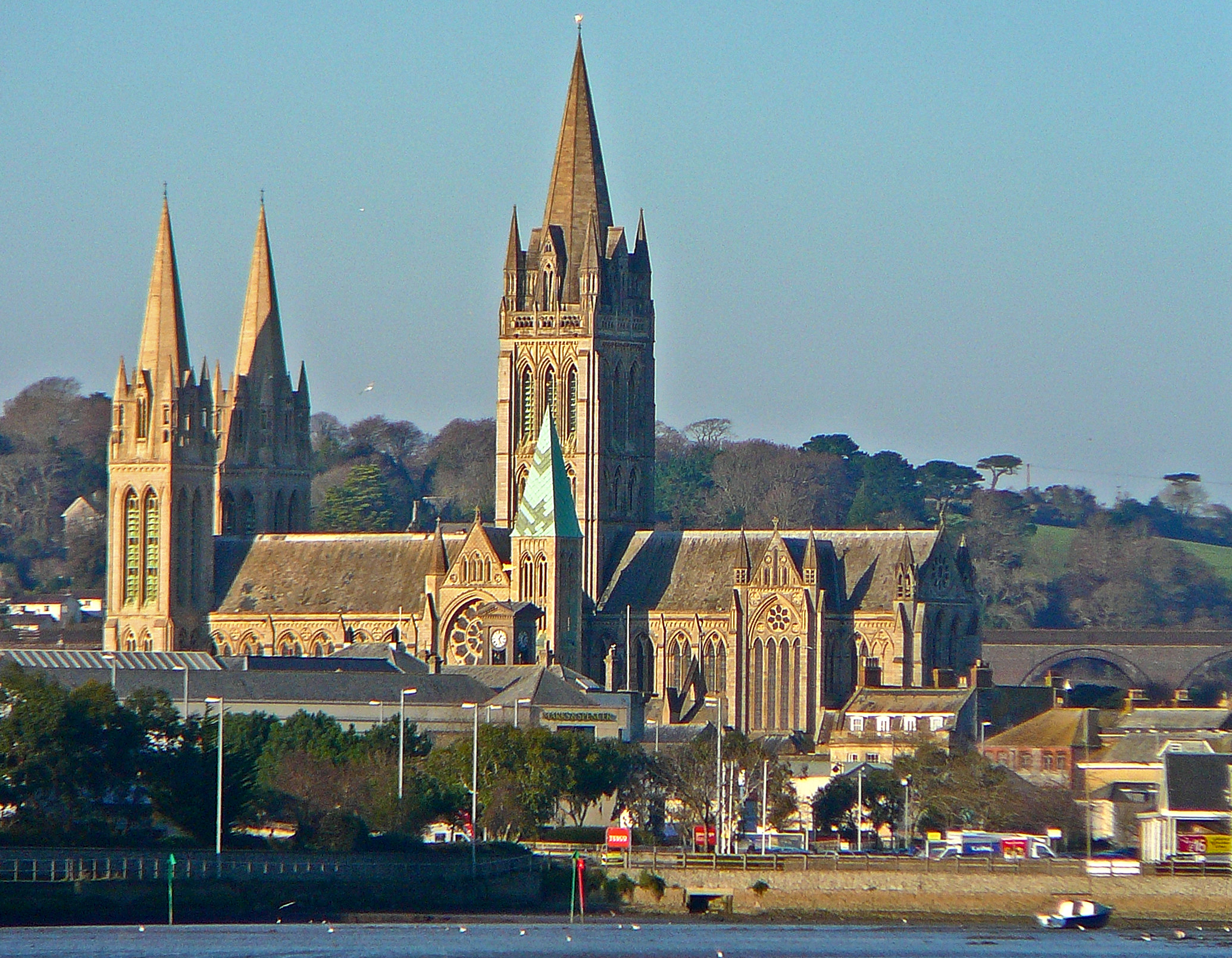
Kathedrale von Truro

John Loughborough Pearson wurde in Brüssel als Sohn eines Kupferstechers geboren. Im Alter von 14 Jahren ging er nach Durham, wo er unter der Leitung von Ignatius Bonomi eine Ausbildung an der dortigen Kathedrale erhielt. Später ließ er sich in London nieder. Er heiratete im Jahr 1862; seine Frau Jemima Christian gebar im Jahr 1864 den gemeinsamen Sohn Frank, doch starb sie bereits im Jahr darauf an Typhus. Er selbst wurde im Jahr 1874 als Anwärter (associate) an die Royal Academy of Arts berufen; sechs Jahre später wurde er Vollmitglied. In den Jahren 1879–1897 war er Leiter der Bauhütte von Westminster Abbey.

## Bewertung
John Loughborough Pearsons Werk war und ist nicht unumstritten, da er sich nur wenig bis gar nicht um die denkmalgerechte Erhaltung älterer Bauteile kümmerte, sondern diese wiederholt abreißen ließ, um seine Nach- bzw. Neuschöpfungen zu realisieren. Als sein Meisterwerk gilt die in den Jahren 1880–1910 erbaute dreitürmige Kathedrale von Truro in Cornwall, nach deren Vorbild auch die Kathedrale von Brisbane entstand.

## Werk
An vielen Kirchenrestaurierungen wirkte J. L. Pearson nur zum Teil mit; seine späteren Planungen wurden in vielen Fällen durch seinen Sohn Frank vollendet.
Kirchen (Auswahl)

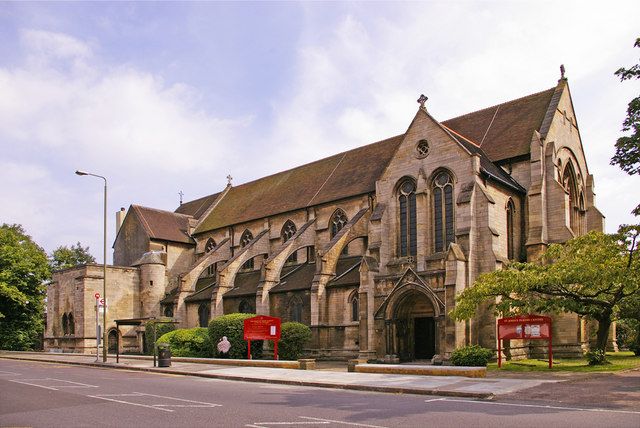
Friern Barnet St John’s Church

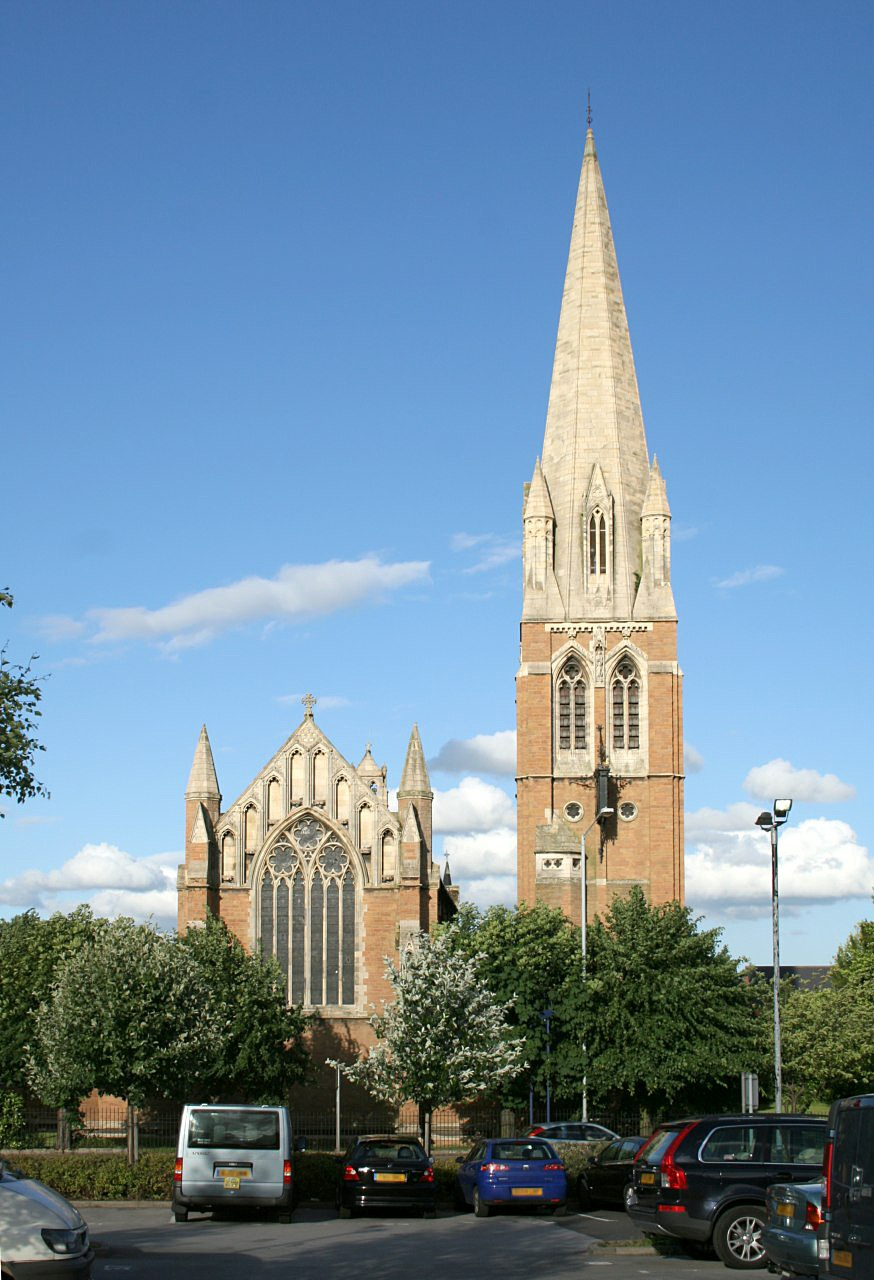
Daybrook, St Paul’s Church

- Ellerker, Yorkshire, St Anne’s Church (1843/4)
- North Ferriby, Yorkshire, All Saints Church (1846)
- Weybridge, Surrey, St James’ Church (1853)
- Landscove, Devon, St Matthew’s Church (1854)
- Vauxhall, London, St Peter’s Church (1863/4)
- Appleton-le-Moors, North Yorkshire, Christ church (um 1865)
- Freeland, Oxfordshire, St Mary’s Church (1869/71)
- Wentworth, Yorkshire, Church of the Holy Trinity (1872)
- Braddan, Isle of Man, New Kirk (1873)
- Horsforth, West Yorkshire, St Margaret’s Church (1874)
- Lastingham, North Yorkshire, St Mary’s Church (1879)
- Cullercoats, Northumbria, St George's Church (1882)
- Hove, East Sussex, St Barnabas' Church (1882/3)
- Liverpool, St Agnes’ Church (1883)
- Silverhill, East Sussex, St Matthew’s Church (1884)
- Headingley, West Yorkshire, St Michael’s Church (1884)
- Torquay, Devon, All Saints’ church (1884)
- Ayr, Schottland, Holy Trinity’s Church (1886)
- Thurstaston, Wirral-Halbinsel, St Bartholomew’s Church (1886)
- Cheswardine, Shropshire, St Swithun’s Church (1889)
- Friern Barnet, London, St John’s Church (1890)
- Port Talbot, Wales, St Theodore’s Church (1895)
- Merthyr Tydfil, Wales, St Tydfil’s Church (1895)
- Daybrook, Nottinghamshire, St Paul’s Church (1896)

Kathedralen und andere Großkirchen

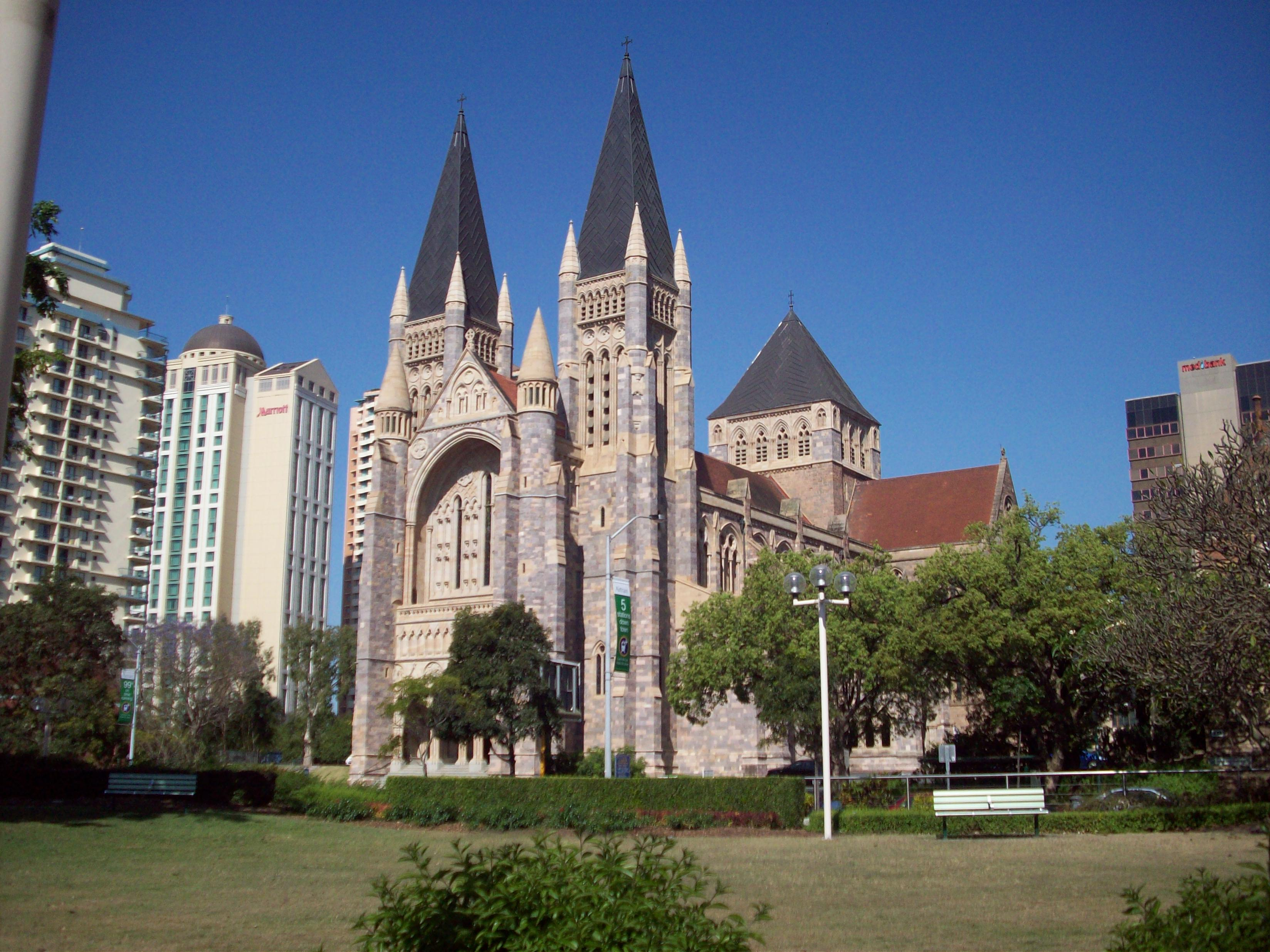
Kathedrale von Brisbane

- Kilburn, London, St Augustine’s Church (1871–1897)
- Upper Norwood, London, St John the Evangelist’s Church (1878–1887)
- Truro, Cornwall, Kathedrale (1879–1910)
- Toxteth, Liverpool, St Agnes’ and St Pancras’s Church (1883–1885)
- Bristol, Kathedrale (Westfassade und Türme, um 1885)
- Wakefield, Kathedrale (Ostteile um 1890)
- Brisbane, Australien, Kathedrale (Entwurf um 1890)

Herrenhäuser
- Treberfydd-House, Wales (1847–50)
- Quarwood-House, Gloucestershire (1856–59)
- Lechlade Manor, Gloucestershire, (um 1873)
- Astor Estate Office, London (1892–95)